# Mignonnette (cuisine)
Pour les articles homonymes, voir Mignonnette (homonymie).

Au Moyen Âge, la mignonnette est un petit sac de mousseline contenant des épices (muscade, coriandre, gingembre, clous de girofle) que l'on trempe dans un breuvage pour l'imprégner de leurs saveurs. Elle était en particulier utilisée pour la préparation du brochet, une boisson à base d'eau et de miel[réf. nécessaire].

## Source
- Josy Marty-Dufaut, La Gastronomie au Moyen Âge. 170 recettes adaptées à nos jours, Marseille, Autres temps, coll. « Temps Gourmands », 1999, 268 p.  (ISBN 978-2-911873-92-8).